# Silt (Colorado)
Pour les articles homonymes, voir Silt.
Silt est une ville américaine située dans le comté de Garfield dans le Colorado.
La ville doit son nom au sol de la région ; « silt » signifie « limon » en anglais.

## Démographie
| 1920 | 1930 | 1940 | 1950 | 1960 | 1970 |
| ---- | ---- | ---- | ---- | ---- | ---- |
| 165  | 264  | 359  | 361  | 384  | 434  |

| 1980 | 1990  | 2000  | 2010  | - | - |
| ---- | ----- | ----- | ----- | - | - |
| 923  | 1 095 | 1 740 | 2 930 | - | - |

Selon le recensement de 2010, Silt compte 2 930 habitants. La municipalité s'étend sur 1,47 milles carrés (3,81 km2).